# Риванаццано
Риванаццано (італ. Rivanazzano) — муніципалітет в Італії, у регіоні Ломбардія,  провінція Павія.
Риванаццано розташоване на відстані близько 440 км на північний захід від Рима, 65 км на південь від Мілана, 30 км на південь від Павії.
Населення — 5321 особа (2014).

## Демографія
Населення за роками:

Станом на 1 січня 2023 року в муніципалітеті офіційно проживав 501 іноземець з 34 країн, серед них 305 громадян країн Євросоюзу та 33 громадяни України.

## Сусідні муніципалітети
- Казальночето
- Годіаско
- Понтекуроне
- Реторбідо
- Рокка-Сузелла
- Вогера